# Melitaea ufensis
Melitaea ufensis är en fjärilsart som beskrevs av Krulikovski 1902. Melitaea ufensis ingår i släktet Melitaea och familjen praktfjärilar. Inga underarter finns listade i Catalogue of Life.